# Jiří Veltruský
Jiří Veltruský, původním jménem Jiří Vařečka (5. června 1919 Praha – 31. května 1994 Paříž) byl český divadelní teoretik a politolog, představitel poúnorové vlny exilu.
Byl synem spisovatele Ladislava Veltruského (1880–1937), jehož pseudonym přijala v roce 1928 rodina jako úřední příjmení. Studoval na Univerzitě Karlově estetiku a sociologii, pod vlivem Jana Mukařovského se hlásil ke strukturalismu, byl také aktivní v Divadelním kolektivu mladých. Poté, co okupanti zavřeli vysoké školy, pracoval jako nakladatelský redaktor a později dělník ve firmě ETA. Účastnil se sociálnědemokratického protinacistického odboje, po osvobození působil v Ústřední radě odborů, pro konflikty s komunistickým vedením byl sesazen a po únoru 1948 emigroval do Rakouska a pak se usadil ve Francii.
Působil jako politický publicista v Hlasu Ameriky, Právu lidu nebo ve francouzských časopisech Oedipe, La Révolution prolétarienne a Le Contrat social, byl také dlouholetým funkcionářem Mezinárodní konfederace svobodných odborů. Je spoluautorem komentovaného českého překladu Marxova Kapitálu. Publikoval také pod pseudonymy Daniel Simon, Pavel Bartoň nebo Paul Barton. Jeho manželka Jarmila Veltruská je odbornicí na české středověké divadlo.

## Publikace
- Příspěvky k teorii divadla. Divadelní ústav, Praha 1994, ISBN 80-7008-046-9
- Drama jako básnické dílo. Host, Brno 1999, ISBN 80-86055-60-4